# Companhia São Paulo de Petróleo
A Companhia São Paulo Distribuidora de Derivados de Petróleo foi uma empresa constituída em 1961 na cidade de São Paulo e destinada a
explorar a compra e venda de derivados de petróleo, sua distribuição e outras atividades correlatas.

O primeiro diretor-presidente da companhia foi o banqueiro João Ademar de Almeida Prado e o capital social inicial foi de Cr$140.000.000,00. 

No ano de 1997 distribuiu 1,3 bilhão de litros de combustível no Brasil e faturou US$518 milhões, com lucro de US$14,24 milhões.

Em 1998 a empresa contava com uma rede com 1100 postos, dos quais 120 próprios, e 5% das vendas de gasolina, álcool e diesel nas regiões Sudeste e Centro-Oeste.
Nesse mesmo ano foi comprada pelo grupo ENI, através da subsidiária brasileira Agip Liquigás, por US$217 milhões. 